# Публий Рутилий Луп (консул)
Пу́блий Рути́лий Луп (лат. Publius Rutilius Lupus; умер 10 июня 90 года до н. э.) — римский политический и военный деятель, консул 90 года до н. э. Стал одним из двух командующих римской армией на начальном этапе Союзнической войны, был смертельно ранен в бою.

## Происхождение
Публий Рутилий принадлежал к незнатному плебейскому роду, который упоминается в источниках, начиная со II века до н. э. Многие Рутилии носили прозвища; отсюда Ф. Мюнцер делает вывод, что представители этого рода находились в близком родстве друг с другом. Первым консулом из этой семьи стал Публий Рутилий Руф (105 год до н. э.).
Согласно Капитолийским фастам, отец и дед Публия Рутилия Лупа носили преномен Луций. Известно также, что родственником Лупа был Гай Марий — «новый человек» из Арпина, который в последние годы II века до н. э. был самым могущественным политиком Республики.

## Биография
Исходя из даты консулата и требований Закона Виллия, установившего минимальные временные промежутки между магистратурами, автор классического справочника Р. Броутон предположил, что Публий Рутилий не позже 93 года до н. э. занимал должность претора. В 90 году до н. э. Луп получил консулат (вторым в истории рода), и его коллегой стал патриций Луций Юлий Цезарь.
Уже после выборов, в конце 91 года до н. э., Италию охватило восстание союзников против Рима. Поэтому главной задачей новых консулов стало командование римскими армиями в этой войне. Публию Рутилию досталось северное направление. Аппиан перечисляет полководцев, воевавших под началом Лупа: это были Гай Марий, Квинт Сервилий Цепион, Гай Перперна, Гней Помпей Страбон, Валерий Мессала. При этом под началом Луция Цезаря на юге сражались Луций Корнелий Сулла, Тит Дидий, Публий Лициний Красс, Марк Клавдий Марцелл. Из этих перечней Э. Бэдиан сделал вывод, что вокруг консулов объединились представители противоборствующих группировок: в штабе Публия Рутилия преобладали марианцы, в окружении Цезаря — враги Мария.
Источники сообщают, что Луп не ладил со своими подчинёнными. В частности, он не следовал советам Мария, хотя тот был очень опытным полководцем; Публий Рутилий не захотел потренировать в лагере своё войско, сформированное из новобранцев, и сразу двинул его на врага. Отряд Гая Перперны потерпел поражение от марсов, после чего Луп сместил Перперну. Он двинулся на город Альба Фуценция, но в пути из-за собственной беспечности попала в засаду, устроенную на реке Толен марсами во главе с Веттием Скатоном. Италики дали римлянам перейти реку по мосту и тут же их атаковали, сбросив в реку. Погибли 8 тысяч воинов, включая ряд знатных людей. Сам консул был ранен стрелой в голову и вскоре умер. По данным Овидия, это сражение произошло 10 июня.
Похороны Публия Рутилия и ряда погибших вместе с ним аристократов прошли в Риме. Они вызвали всеобщее уныние, из-за чего сенат решил, что впредь павших нужно хоронить на театре боевых действий.

## Потомки
В следующем поколении римской элиты был ещё один Публий Рутилий Луп, народный трибун в 56 году до н. э. и претор в 49 году. Предположительно это был сын консула 90 года.